# フルンガ
フルンガ（転写：Fulunga、漢字:福隆安 、乾隆11年（1746年) - 乾隆49年3月24日（1784年4月13日））は、中国清代の政治家、大臣、軍人、官員。字は珊林。満洲鑲黄旗出身。父は首班軍機大臣もつとめたフヘンで、生母はその正室福晋那拉氏で、同じように軍人・政治家として活躍したフカンガは同母兄。乾隆帝の最初の皇后孝賢純皇后は伯母。

## 経歴
乾隆25年（1760年）、乾隆帝第四皇女和碩和嘉公主を娶り、乾隆33年（1768年）には兵部尚書、九門提督、軍機大臣に任じられた。
乾隆35年（1770年）7月、父のフヘンが病逝すると、兄のフリンガが既に亡くなっていたので、一等忠勇公爵を襲爵した。
乾隆38年（1773年）4月、太子太保となる。
乾隆49年（1784年）3月24日逝去、享年39。諡号は勤恪。

## 血縁

### 親族

#### 父母
- 父:フヘン
- 母:福晋那拉氏

#### 兄弟
- 兄:フリンガ（中国語版）
- 同母弟:フカンガ

#### 妻子
- 正室:和碩和嘉公主 - 乾隆帝第四皇女。生母は純恵皇貴妃。
  - 富紳済倫 - 生母は和碩和嘉公主。前妻に固倫和敬公主の四女である四格格を娶る。後妻は伊爾根覚羅氏。
  - 富紳果勒敏

#### その他の親族
- 伯母:孝賢純皇后 - 乾隆帝の最初の皇后
  - 従兄:端慧皇太子永璉（夭逝） - 乾隆帝第二皇子、生母は孝賢純皇后。
  - 従姉:固倫和敬公主 - 乾隆帝第三皇女、生母は孝賢純皇后。
  - 従兄:哲親王永琮（夭逝） - 乾隆帝第七皇子、生母は孝賢純皇后。
- 伯母(異説あり):舒妃 - 乾隆帝の妃嬪。フカンガの生母福晋那拉氏の姉妹とされることもある(異説あり)。